# E-Mpaj
E-Mpaj (Mpaj to skrót od polskiego określenia „między piętą a językiem”) – rodzaj ćwiczeń praktycznych łączących w sobie ruch i mowę, stosowanych w terapii logopedycznej. Ćwiczenia te bazują na zależności między mową i wymową u człowieka, a integracją sensoryczną.
W tym rodzaju treningu przestrzega się zasady dwukierunkowej kierowania impulsów z prawej półkuli do lewej i odwrotnie. E-Mpaj nie jest przeznaczony do pracy z dzieckiem z porażeniem mózgowym.